# Lasioglossum viride
Lasioglossum viride là một loài Hymenoptera trong họ Halictidae. Loài này được Brullé mô tả khoa học năm 1840.